# Bartosz Piasecki
Bartosz Mariusz Piasecki (Tczew, 9 dicembre 1986) è uno schermidore norvegese di origine polacca, specialista della spada.

## Palmarès
In carriera ha ottenuto i seguenti risultati:
- Giochi olimpici

Londra 2012: argento nella spada individuale.